# 河上満栄
河上 満栄（かわかみ みつえ、1971年5月28日 - ）は、日本の政治家。元衆議院議員（1期）。

## 略歴
京都府宇治市出身。家政学園高等高校（現・京都文教高等学校）、神戸松蔭女子学院大学短期大学部卒業。日商岩井（現・双日）に就職後、1997年から全日空の客室乗務員、2006年からノースウエスト航空の機内通訳を務める。
2009年8月30日執行の第45回衆議院議員総選挙に、比例近畿ブロック単独49位で民主党公認で出馬し、初当選した。
2010年6月11日、衆議院議長の横路孝弘に辞職願を提出し、6月14日の本会議で辞職が許可され、衆議院議員を辞職。参議院議員に鞍替えするため、同年7月の第22回参議院議員通常選挙に京都府選挙区から出馬した。当時の民主党幹事長・小沢一郎が、定数2以上の選挙区に複数の候補を擁立する方針を固めており、候補者が見つからなかったための措置であったが、後に本会議の出席日数や、衆院で当選後間もない参院への鞍替えが批判の対象になった。2人区の京都府選挙区において5位で落選した。敗因について、首相の菅直人が掲げた消費税増税論議を挙げている。
なお、民主党は2009年の衆議院選挙比例近畿ブロックでは名簿登載者全員が当選したため、河上が辞職しても繰り上げ当選者がおらず、衆議院で1議席を失った。また欠員がブロック定員の4分の1を超えない限り補欠選挙も行われないため、2012年11月16日の衆議院解散まで衆議院は欠員1となった。
2012年12月16日の第46回衆議院議員総選挙では国民の生活が第一を経て日本未来の党に参加。千葉9区から出馬するも、落選した（得票数は16,616票、得票率は7.4%）。2014年12月14日の第47回衆議院議員総選挙に、比例北陸信越ブロックから生活の党で出馬するも、落選。2016年に生活の党が自由党に党名変更した際に京都5区支部長に就任したが、2017年5月に公認を辞退した。

## 問題視された発言・行動

### 民主党代表選挙における被買収疑惑
2010年9月民主党代表選挙中にあたる同年9月12日、河上のtwitterアカウントから「8月25日、「生活困ってるでしょ？300万振り込んであげるから好きなもの買いなさい」BY安住淳選対本部長。「結構です。」BY　ME。」とのツイートが発信された。これを受けて週刊新潮2010年9月17日号では、小沢陣営を菅陣営に引き込む買収ではないかと取り上げられた（ただし、河上は8月の時点で国会議員ではないため、河上を買収しても議員票を得ることはできない）。

### 国会欠席への批判
第174回国会開会中の2010年4月1日から5月31日までの間に、衆議院本会議に出席したのはわずか1日だけだった。また河上は、所属する農林水産委員会、消費者問題に関する特別委員会にもそれぞれ1日しか出席していなかった。衆議院本会議や委員会を欠席した理由は明らかにされていないが、河上のブログの記述によれば、河上は国会会期中から既に選挙区変更に伴う選挙の準備を行っていた。129万7,000円の歳費、100万円の文書通信交通滞在費を毎月受給していたにもかかわらず国会に出席せず、選挙運動を優先させていた姿勢に対しては、複数のメディアが批判している。なお河上は6月に議員を辞職したが、歳費法の規定により河上には6月の期末手当約272万円も支給された。

### 「宮崎新燃岳噴火は神の怒り」発言
2011年2月4日0時33分にtwitter上で「宮崎の火山が噴火し続けている。牛や鳥を大量に殺処分して、命を粗末にしていることに宮崎の大地の神様が怒り猛っているように感じる」とツイートした。その後、「宮崎の噴火についてのつぶやきで、宮崎の関係者のみなさまに誤解を与えるような表現があったことを深くお詫び申し上げます」と同日20時過ぎに追加のツイートをするが、最終的には両方のツイートとも削除され、その後アカウントそのものも削除された。一方ブログ上で一旦公開された謝罪記事には当初「今回、ネット上で、無名無数の方々から激しい罵りを受けました」「私も大変傷つきました」との表現があったが、短時間で削除され、twitter閉鎖の告知記事も、大幅に文章が削除・修正された。